# Vital Van Landeghem
Pour les articles homonymes, voir Van Landeghem.
Vital Van Landeghem ou Van Landegem, est un footballeur belge né le 13 décembre 1912 à Vilvorde (Belgique) et y décédé en 1990.

## Biographie
Formé au KFC Vilvorde, il a évolué comme avant-centre à l'Union Saint-Gilloise à partir de 1932. Il a été trois fois champion de Belgique, consécutivement de 1933 à 1935. L'équipe a été invaincue pendant 60 matches. Vital Van Landeghem participe largement à ce parcours légendaire : il est meilleur buteur du Championnat de Belgique en 1934 avec 29 buts.
Le 11 décembre 1932, il a joué le match amical Belgique-Autriche, perdu 1-6, mais où il a marqué le but belge.

## Palmarès
- International belge en 1932 (1 sélection et 1 but marqué)
- Champion de Belgique en 1933, 1934 et 1935 avec la Royale Union Saint-Gilloise
- Meilleur buteur du Championnat de Belgique en 1934 (29 buts)